# Nyoiseau
Nyoiseau is een plaats en voormalige gemeente in het Franse departement Maine-et-Loire in de regio Pays de la Loire. De plaats maakt deel uit van het arrondissement Segré.

## Geschiedenis
In de plaats lag de Abdij Notre-Dame van Nyoiseau, een klooster van benedictinessen gesticht in de 12e eeuw. In 1640 werd de parochie van Nyoiseau gesticht. In 1792 werd de abdij afgeschaft. De abdijkerk werd afgebrand tijdens de opstand van de chouans.
Op 15 december 2016 werd de gemeente met de overige 14 gemeenten, die voordat op 22 maart 2015 het kanton Segré werd uitgebreid het kanton vormden, samengevoegd in de commune nouvelle Segré-en-Anjou Bleu.

## Geografie
De oppervlakte van Nyoiseau bedraagt 15,6 km², de bevolkingsdichtheid is 81,7 inwoners per km².
De onderstaande kaart toont de ligging van Nyoiseau met de belangrijkste infrastructuur en aangrenzende gemeenten.

## Demografie
Onderstaande figuur toont het verloop van het inwonertal.